# Gras-double

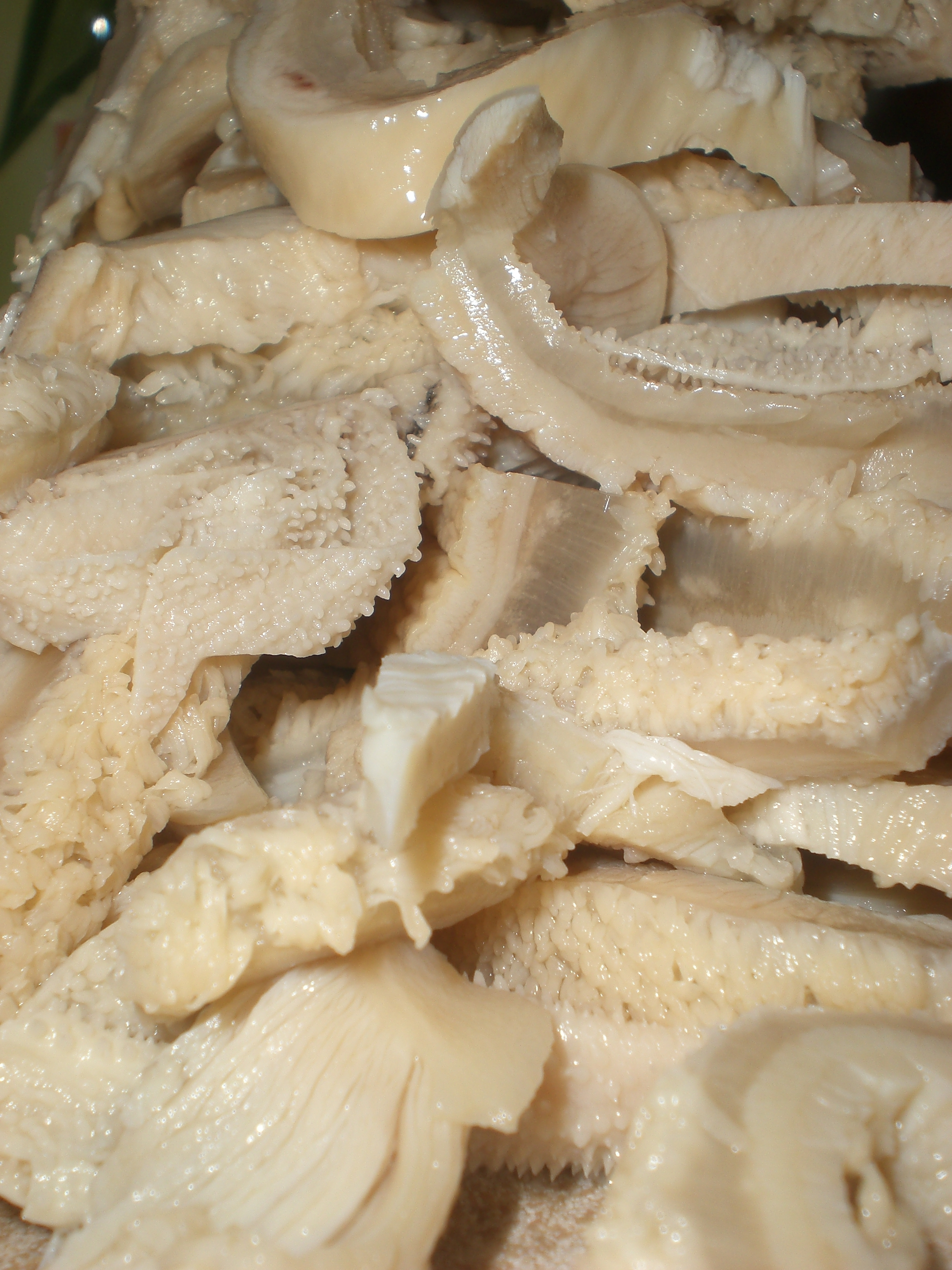
gras double (tripes).

Le gras-double, produit tripier, est la membrane de la panse, l'une des quatre parties de l'estomac du bœuf. Il est employé dans diverses recettes, notamment dans la cuisine lyonnaise, dont la plus connue est le tablier de sapeur.

## Nature
Au fur et à mesure qu'un veau grandit, son estomac jusque-là uniquement composé d'un espace, la caillette, se compartimente. Le gras-double est la partie la plus épaisse de la panse, un des quatre compartiments de l'estomac des bovins adultes. 

## Utilisation culinaire
Le gras-double est précuit à l'eau. Il est souvent utilisé dans la cuisine lyonnaise.
Il s'agit d'une viande maigre, le nom venant de l'épaisseur de la panse et non de sa teneur en gras.